# Уотерфорд (Калифорния)
Уотерфорд (англ. Waterford) — город в округе Станисло в штате Калифорния в Соединённых Штатах Америки.
Согласно данным переписи населения США, проведённой в 2020 году, число жителей города составляло 9120 человек, что, для такого небольшого населённого пункта, существенно больше (+ 7.9%), чем было во время предыдущей переписи прошедшей в 2010 году (8456 человек).

## История
Сообщество начало формироваться во второй половине XIX века, после того как окружающие районы были заселены. В то время этот район был известен как Бейкерсвилл, в честь одного из влиятельных членов города. Вскоре стало очевидно, что Почтовая служба США часто путалась в Калифорнии между Бейкерсвиллом и Бейкерсфилдом и меньший из двух был вынужден сменить свое название. 
В то время на реке Туолумне не было моста, и вместо этого её пересекал паром. Поскольку этот район был хорошо известен своим бродом, город получил название Уотерфорд. В течение нескольких десятилетий обычный паровоз мог пересечь Туолумне в Уотерфорде по эстакаде, которая была снесена во второй половине XX века. Сейчас больше нет железнодорожных линий, проходящих через Уотерфорд или около него, хотя на многих картах по-прежнему показаны пути, проходящие через здание почтового отделения.
7 ноября 1969 года поселение было инкорпорировано и включено в реестр штата Калифорния, благодаря чему некорпоративное сообщество  официально получило статус города.

## География
По данным Бюро переписи населения США, общая площадь города Уотерфорд составляет 2,4 квадратных мили (6,2 км2), из которых 2,3 квадратных мили (6,0 км2) — это суша, а 0,04 квадратных мили (0,10 км2 или 1,72%) занимает на водную поверхность.
Город был основан на берегу реки Туолумне и стоит на высоте около 50 метров над уровнем моря.

## Климат
Согласно данным представленным Национальной метеорологической службой США в Уотерфорде жаркое средиземноморское лето с жарким и сухим летом и прохладной, умеренно дождливой зимой. 
Из-за близости к предгорьям Сьерра-Невада в Уотерфорде, как правило, на 1-2 градуса ниже, чем в соседних городах Центральной долины, таких как Модесто и Терлок, которые находятся в глубине долины.